# Boechout
Boechout este o comună din regiunea Flandra din Belgia. Comuna este formată din localitățile Boechout și Vremde. Suprafața totală este de 20,66 km². La 1 ianuarie 2008 comuna avea 12.335 locuitori.
Boechout se învecinează cu comunele Borsbeek, Wommelgem, Ranst, Mortsel, Hove, Lint, și Lier.
1. ↑  Totale oppervlakte volgens het Kadasterregister, België, gewesten en provincies (în neerlandeză), Algemene Directie Statistiek[*]